# Mîhailo-Lukașeve, Vilneansk
Mîhailo-Lukașeve (în ucraineană Михайло-Лукашеве) este localitatea de reședință a comunei Mîhailo-Lukașeve din raionul Vilneansk, regiunea Zaporijjea, Ucraina.

## Demografie
Componența lingvistică a localității Mîhailo-Lukașeve
     Ucraineană (88,07%)
     Rusă (11,3%)
     Alte limbi (0,27%)
Conform recensământului din 2001, majoritatea populației localității Mîhailo-Lukașeve era vorbitoare de ucraineană (88,07%), existând în minoritate și vorbitori de rusă (11,3%).